# Bertso-Hop
«Bertso-Hop» es el título del segundo sencillo del grupo musical vasco Negu Gorriak. El sencillo se lanzó en 1990 en formato de 7".
La cara A contiene la canción «Bertso-Hop», mientras que en la cara B aparecen los versos recitados por los bertsolaris Andoni Egaña y Angel Mari Peñagarikano, originalmente grabados en 1986 en San Sebastián. Parte de estos versos aparecían sampleados en la canción de Negu Gorriak.

## Lista de canciones
Cara A: «Bertso-Hop».
Cara B: Bertsolari Txapelketa nagusia 1986. Donostia. goizeko saioa.

## Las canciones
Como en el vídeo de su anterior sencillo, la canción es una mezcla entre el folclore vasco y el hip hop, comenzando por el nombre del tema. Los bertsos (palabra en euskera que significa «estrofa») son versos recitados de manera improvisada por los bertsolaris. Los concursos de bertsos son muy seguidos en el País Vasco. Así pues, «Bertso-Hop» hace referencia a la tradición vasca (bertso) y al hip hop. En la canción aparecen samples con los bertsos (con una base rítmica de hip hop) intercalados a los fraseos, con una base instrumental entre el rap y el hardcore, de Fermin Muguruza.
En la cara B aparecen los bertsos completos que recitaron Andoni Egaña y Angel Mari Peñagarikano en los ensayos matutinos del Campeonato de Bertsolaris celebrado en San Sebastián en 1986.